# Harald Hakenbeck
Harald Hakenbeck (* 20. September 1926 in Stettin) ist ein deutscher Maler und Grafiker. 

## Leben
Hakenbeck absolvierte von 1942 bis 1944 bei einer Krankenkasse eine Lehre als kaufmännischer Angestellter. Danach wurde er zur Wehrmacht eingezogen. Er nahm am Zweiten Weltkrieg teil und war dann bis 1946 in britischer Kriegsgefangenschaft.
Von 1948 bis 1953 studierte er an der Hochschule für bildende und angewandte Kunst Berlin-Weißensee u. a. bei Arno Mohr und Bert Heller. Nach dem Diplom im Fach Wandgestaltung war er von 1954 bis 1957 Meisterschüler bei Heinrich Ehmsen an der Deutschen Akademie der Künste, danach in Berlin freischaffender Maler und Grafiker. 1958 reiste er nach Albanien, 1963 nach Burma und Indonesien. Von 1965 bis 1968 war er Dozent am Institut für Kunsterziehung der Ernst-Moritz-Arndt-Universität Greifswald, von 1974 bis 1980 Dozent für Malerei an der Kunsthochschule Berlin-Weißensee. Zu seinen Schülerinnen und Schülern gehörten u. a. Christel Bachmann und Peter Panzner.
Seinen Durchbruch hatte er 1961 mit seinem Bild Peter im Tierpark, das seinen Sohn Peter in einer winterlichen Zoolandschaft zeigt. Das Bild wurde 1962/63 auf der Fünften Deutschen Kunstausstellung ausgestellt und 1967 als Briefmarke in einer Auflage von vier Mio. Stück gedruckt. Seitdem war es vielen Menschen in der DDR als Kunstdruck und Abbildung in Schulbüchern bekannt.
Von 1954 bis 1990 war Hakenbeck Mitglied im Verband Bildender Künstler der DDR, zeitweise als Leiter der Sektion Maler und Grafiker. Er war auf nahezu allen zentralen und wichtigen überregionalen Kunstausstellungen in der DDR vertreten, u. a. von 1958 bis 1988 auf alle Deutschen Kunstausstellungen bzw. Kunstausstellungen der DDR in Dresden.
Nach Aufgabe seines Ateliers am Frankfurter Tor 1990 zeichnet er bis heute, und er hat mehrere Lyrikbände geschrieben.
Hakenbeck war mit der Malerin Hildegard Hakenbeck-Pause (1922–1981) verheiratet.

## Fotografische Darstellung Hakenbecks
- Kurt Schwarz: Maler Harald Hakenbeck in seinem Atelier Januar 1969[1]

## Museen und öffentliche Sammlungen mit Werken Hakenbecks (unvollständig)
- Berlin: Neue Nationalgalerie[2]
- Berlin: Berlinische Galerie[3]
- Dresden: Galerie Neue Meister[4]
- Dresden: Kupferstichkabinett[4]
- Schwerin: Staatliches Museum Schwerin

## Weitere Werkbeispiele

### Tafelbilder
- 1955 „Lesender Arbeiter“, Öl auf Leinwand, 76×60 cm
- 1956 „Sonnenblumen“, Mischtechnik auf Leinwand, 60,5×42,5 cm
- 1958/1959 „Mädchen mit Orangen“, Mischtechnik, 150 × 100 cm[5]
- 1958/1959 „Frauen am Meer“, Mischtechnik, 150 × 245 cm[5]
- 1958/1959 „Albanische Landschaft“, Mischtechnik, 110 × 150 cm[5]
- 1958/1959 „Albanisches Mädchen“, Mischtechnik, 90 × 65 cm[5]
- 1958/1959 „Alter Albaner“, Mischtechnik, 100 × 70 cm[5]

- 1962 „Den Kindern Algeriens“, Mischtechnik auf Leinwand, Triptychon, 210 × 374 cm[6]
- 1964 „Bildnis Prof. Dr. H. Kraatz“, Öl auf Leinwand, 120 × 100 cm; Staatliches Museum Schwerin[7]

- 1967 „Indisches Mädchen“, Öl; auf der VI. Deutsche Kunstausstellung[8]
- 1967 „Mutter“, Öl; auf der VI. Deutsche Kunstausstellung[9]

- 1968 „Junger Vietnamese“, Mischtechnik auf Leinwand, 117×95 cm
- 1969 „Zirkel junger Elektroniker“

### Wandbilder
- 1959 Wandbildgestaltung in der Offiziershochschule Geltow, heute Einsatzführungskommando der Bundeswehr (16 × 3,40 m; zusammen mit Hildegard Hakenbeck-Pause)[10]
- 1962 Tafelbild „Frühstück im Freien“ im VEB Stern-Radio Berlin-Weißensee
- 1964 Wandbild „Landschaften“ (Fresko)
- 1964/65 Mosaik im Speisesaal des Erdölverarbeitungswerkes Schwedt

### Druckgrafik
- 1971 Folge von Lithografien „Große deutsche Künstler“
- 1971 Folge von Lithografien „Dialog zu Dürer“

### Buchillustration
- Alphonse Daudet: Der kleine Dingsda. Henschel-Verlag Kunst und Gesellschaft, Berlin, 1962

## Ehrungen
- 1962 Kunstpreis des Edelstahlwerks Freital

- 1964 Kunstpreis der DDR